# Сьвідри (Гіжицький повіт)
Сьвідри (пол. Świdry, нім. Schwiddern) — село в Польщі, у гміні Ґіжицько Гіжицького повіту Вармінсько-Мазурського воєводства.
Населення — 183 особи (2011).
У 1975-1998 роках село належало до Сувальського воєводства.

## Демографія
Демографічна структура станом на 31 березня 2011 року:
|          | Загалом | Допрацездатний вік | Працездатний вік | Постпрацездатний вік |
| -------- | ------- | ------------------ | ---------------- | -------------------- |
| Чоловіки | 89      | 16                 | 69               | 4                    |
| Жінки    | 94      | 24                 | 61               | 9                    |
| Разом    | 183     | 40                 | 130              | 13                   |